# Губський Едуард Федорович
Едуа́рд Федорович Губський (*7 квітня 1936, Київ) — радянський і український кінооператор. Лауреат премії ім. М. В. Ломоносова (1968).

## Життєпис
Народився 1936 р. в Києві в родині службовців. З 1958 р. працює на Київській кіностудії науково-популярних фільмів освітлювачем, асистентом оператора.
З 1970 р. — оператор комбінованих зйомок.
Член Національної спілки кінематографістів України.

## Фільмографія
Брав участь у створенні стрічок:
- «Подарунок» (1968, мультфільм, у співавт. з П. Ракітіним)
- «Івасик-Телесик» (1968, мультфільм, у співавт. з П. Ракітіним)
- «Партквиток № 1» (1970)
- «В цьому прекрасному і шаленому світі» (1970)
- «Ритм задано світові» (1971, Приз V Всесоюзного кінофестивалю, Тбілісі, 1972; Приз і Диплом II Республіканського кінофестивалю «Молоді — молодим», Дніпропетровськ, 1973)
- «Тепличне овочівництю» (1972)
- «Будь напоготові» (1972)
- «Вбивця відомий» (1973)
- «На межі двох стихій» (1973)
- «Біля джерел людства» (1976, у співавт. з Г. Лемешевим. Перша премія за найкращий повнометражний науково-популярний фільм X Всесоюзного кінофестивалю, Рига, 1977)
- «Загадковий світ тварин» (1979, у співавт. Почесний диплом журі XIII Всесоюзного кінофестивалю, Душанбе, 1980)
- «Петля Оріона» (1980, у співавт. з В. Авлошенком та Г. Лемешевим)
- «55 мільйонів кіловат» (1981)
- «Вечори на хуторі біля Диканьки» (1983)
- стрічки «Темна доба. Фільм 61», «Нові пани, нові холопи. Фільм 62», «Світанок відродження над Карпатами. Фільм 64», «Весна народів у Галичині. Фільм 70» в документальному циклі «Невідома Україна. Нариси нашої історії» (1993) та ін.

Здійснив підводні зйомки до фільмів:
- «Мова тварин»
- «Іхтіандр-68»
- «Відпочинок, відпочинок» тощо.